# Arrow (5.ª temporada)
A quinta temporada da série de televisão estadunidense Arrow estreou na The CW em 5 de outubro de 2016 e foi concluída em 24 de maio de 2017, com um total de 23 episódios. A série é baseada no personagem Arqueiro Verde da DC Comics, um combatente do crime fantasiado criado por Mort Weisinger e George Papp, e se passa no Universo Arrow, compartilhando continuidade com outras séries de televisão do Universo Arrow. Os produtores desta temporada foram Marc Guggenheim e Wendy Mericle. Stephen Amell estrela como Oliver Queen, com os principais membros do elenco David Ramsey como John Diggle, Willa Holland como Thea Queen, Emily Bett Rickards como Felicity Smoak e Paul Blackthorne como Quentin Lance também retornando de temporadas anteriores. Eles se juntam a Echo Kellum como Curtis Holt, que foi promovido ao elenco principal da série de seu status recorrente na temporada anterior, e o novo membro do elenco Josh Segarra.
A série segue o playboy bilionário Oliver Queen (Stephen Amell), que afirmou ter passado cinco anos naufragado em Lian Yu, uma ilha misteriosa no Mar do Norte da China, antes de voltar para Starling City (mais tarde renomeada como "Star City") para combater o crime e a corrupção como um vigilante secreto cuja arma de escolha é um arco e flecha. Na quinta temporada, Oliver treina um novo grupo de vigilantes, Rene Ramirez / Cão Selvagem (Rick Gonzalez), Curtis Holt / Sr. Incrível, Evelyn Sharp / Artemis (Madison McLaughlin) e Rory Regan / Retalho (Joe Dinicol) para se juntar ao seu guerra contra o crime após a morte de Laurel Lance e a saída de Diggle e Thea. Ele também recruta uma nova Canário Negro; a ex-detetive de polícia Dinah Drake (Juliana Harkavy). Oliver tenta equilibrar o vigilantismo com seu novo papel como prefeito, mas é ameaçado pelo misterioso e mortal Prometheus (Josh Segarra), que tem uma conexão com o passado de Oliver. Oliver também é forçado a lutar com o aliado de Prometheus, Sereia Negra (Katie Cassidy), uma doppelganger criminosa da Terra-2 de Laurel. A temporada traz flashbacks do quinto ano de Oliver desde que ele foi dado como morto, quando ele se junta aos Bratva na Rússia como parte de uma conspiração para assassinar Konstantin Kovar (Dolph Lundgren). Lá, ele conhece e é treinado por Talia al Ghul (Lexa Doig), como uma arqueira encapuzada, antes de retornar para Lian Yu.
A série foi renovada para sua quinta temporada em 11 de março de 2016 e as filmagens começaram em Vancouver, Columbia Britânica, Canadá em 5 de julho de 2016, e terminou em abril de 2017. A temporada recebeu críticas positivas dos críticos que a consideraram uma melhoria em relação a terceira e a quarta temporadas. Esta temporada inclui o terceiro crossover anual do Universo Arrow com a série de TV The Flash e o novo spin-off Legends of Tomorrow, e com Kara Danvers / Supergirl de Supergirl. A temporada foi lançada em DVD e Blu-ray em 18 e 19 de setembro de 2017. A série foi renovada para uma sexta temporada em 8 de janeiro de 2017.

## Elenco e personagens

### Principal
- Stephen Amell como Oliver Queen / Arqueiro
- David Ramsey como John Diggle / Espartano
- Willa Holland como Thea Queen / Speedy
- Emily Bett Rickards como Felicity Smoak / Observadora
- Echo Kellum como Curtis Holt
- Josh Segarra como Prometheus[a]
- Paul Blackthorne como Quentin Lance

### Recorrente
- Juliana Harkavy como Dinah Drake/Canário Negro
- Rick Gonzalez como Rene Ramirez / Cão Selvagem
- Chad L. Coleman como Tobias Church
- Adrian Holmes como Frank Pike[1]
- Mike Dopud como Viktor[2]
- David Nykl como Anatoly Knyazev[2]
- Tyler Ritter como Billy Malone[3]
- Madison McLaughlin como Evelyn Sharp / Artemis
- Joe Dinicol como Rory Regan / Retalho[4]
- Audrey Marie Anderson como Lyla Michaels[5]
- Carly Pope como Susan Williams[6]
- Katie Cassidy como Laurel Lance e Laurel Lance / Sereia Negra
- Dolph Lundgren como Konstantin Kovar[7]
- David Meunier como Ishmael Gregor[8]
- John Barrowman como Malcolm Merlyn / Arqueiro Negro[b]
- Lexa Doig como Talia al Ghul[9]
- Kacey Rohl como Alena Whitlock[10]

### Convidados
- Alexander Calvert como Lonnie Machin / Anarquia[1]
- Garry Chalk como J.G. Walker[11]
- Suki Kaiser como Janet Carroll[11]
- Cody Runnels como Derek Sampson[12]
- Michael Rowe como Floyd Lawton / Pistoleiro[13]
- Vincent Gale como Pyotr Friedkin[14]
- Greg Rogers como Kullens[15]
- Wil Traval como Christopher Chance / Alvo Humano[16]
- Toby Levins como Eric Dunn[17]
- Neal McDonough como Damien Darhk[18]
- Grant Gustin como Barry Allen[18]
- Susanna Thompson como Moira Queen[18]
- Caity Lotz como Sara Lance / Canário Branco[18]
- Brandon Routh como Ray Palmer / Átomo[18]
- Carlos Valdes como Cisco Ramon / Vibro[18]
- Nick Zano como Nate Heywood / Cidadão Gládio[18]
- Melissa Benoist como Kara Danvers / Supergirl
- Jamey Sheridan como Robert Queen[18]
- Erica Luttrell como Laura Washington / Cyberwoman[18]
- Garwin Sanford como Justin Claybourne[19]
- Patrick Sabongui como David Singh[20]
- Steve Bacic como Sean Sonus[21]
- Samaire Armstrong como Laura Ramirez[22]
- Cliff Chamberlain como James Edlund[23]
- Laara Sadiq como Emily Pollard[24]
- Kelly Hu como Chien Na Wei / China White[25]
- Amy Gumenick como Carrie Cutter / Cupido[25]
- Corina Akeson como Amanda Westfield[26]
- Rutina Wesley como Liza Warner[25]
- Venus Terzo como Elisa Schwartz[15]
- Katrina Law como Nyssa al Ghul[27]
- Manu Bennett como Slade Wilson[28]
- Nick E. Tarabay como Digger Harkness / Capitão Boomerang[29]
- Anna Hopkins como Samantha Clayton[30]

## Episódios
| N.º na série | N.º na temp. | Título                                                      | Dirigido por     | Escrito por                                                                | Exibição original       | Audiência (milhões) |
| --- | ------------ | ----------------------------------------------------------- | ---------------- | -------------------------------------------------------------------------- | ----------------------- | ------------------- |
| 93 | 1            | "Legacy" "(Legado)" (BR)                                    | James Bamford    | História por : Greg Berlanti Roteiro por : Marc Guggenheim & Wendy Mericle | 5 de outubro de 2016    | 1.87                |
| Cinco meses após a derrota de Damien Darhk, Oliver fica distraído de suas novas funções como prefeito, continuando sozinho como o Arqueiro Verde, depois que os antigos membros do time foram para caminhos separados. Ele é incentivado por Felicity a construir um novo time, recrutando novos vigilantes amadores que aparecem em Star City, como Rene Ramirez. Uma nova gangue de bandidos aparece, liderado por Tobias Church, os quais sequestram Oliver em uma tentativa de capturar e matar o Arqueiro Verde, tendo assim, o comando da cidade. Oliver é resgatado por Thea, mas ela abandona o time permanentemente depois de ver que Oliver está disposto a matar novamente. Mais tarde, Tobias Church escapa de ser capturado pelo Arqueiro Verde e vários policiais, e une todos os cartéis do crime organizado e gangues de rua sob sua liderança para matar o Arqueiro Verde e assumir o comando da cidade. Oliver finalmente concorda em formar uma nova equipe, e inclui Curtis, a pedido dele. Enquanto isso, numa rua deserta de Star City, um homem misterioso encapuzado ataca um policial. Em um flashback, Oliver encontra seu velho amigo Anatoli na Rússia. Anatoli concorda em ajudá-lo a matar Konstantin Kovar, o homem que massacrou a vila de Taiana. Anatoli deixa Oliver fazer parte da Bratva, para que assim ele possa chegar perto de Konstantin. |              |                                                             |                  |                                                                            |                         |                     |
| 94 | 2            | "The Recruits" "(Os Recrutas)" (BR)                         | James Bamford    | Speed Weed & Beth Schwartz                                                 | 12 de outubro de 2016   | 1.94                |
| O Arqueiro Verde recruta Rene Ramirez, Evelyn Sharp e Curtis e começa a treiná-los usando um exercício de sua iniciação na Bratva, revelada através de flashbacks. Como prefeito, Oliver faz um acordo com a AmerTek para fornecer assistência médica gratuita para os sobreviventes dos Glades. Um novo meta-humano chamado "Retalho" aparece e começa a atacar os executivos da AmerTek. Os recrutas desistem de fazer parte do time do Arqueiro Verde porque não confiam nele. Thea descobre que a diretora executiva da AmerTek, Janet Carroll, está trabalhando com Tobias Church, e Felicity descobre que os mísseis nucleares que Damien Darhk tentou usar para destruir o mundo eram os mísseis da AmerTek. O Retalho e o Arqueiro Verde param um conflito entre Janet Carroll e Tobias Church. Mais tarde, o Retalho revela que ele foi o único sobrevivente do bombardeio em Havenrock. O Arqueiro Verde o convence a deixar de lado a vingança e se juntar ao seu time. Mais tarde, Oliver revela sua identidade para os outros recrutas como um sinal de confiança, e eles concordam em se juntar ao time novamente. Thea decide nomear Quentin como vice-prefeito. Tobias Church é atacado por outro arqueiro chamado "Prometheus", que quer matar o Arqueiro Verde si mesmo. Enquanto isso, Diggle, de volta ao Exército e em uma operação secreta, é emboscado por seu superior, que planeja vender um gatilho nuclear e enquadrar Diggle. |              |                                                             |                  |                                                                            |                         |                     |
| 95 | 3            | "A Matter of Trust" "(Uma Questão de Confiança)" (BR)       | Gregory Smith    | Ben Sokolowski & Emilio Ortega Aldrich                                     | 19 de outubro de 2016   | 1.79                |
| O Arqueiro Verde investiga uma nova droga chamada "Estelar", mas ainda acredita que seu novo time não está pronto para sair às ruas. Desafiando as ordens de Oliver, Rene e Evelyn invadem um dos concessionários, Derek Sampson, mas algo dá errado e Darek acaba ganhando uma força sobre-humana e uma habilidade de não conseguir sentir dor. Oliver descobre o que aconteceu graças ao novo promotor público, Adrian Chase, que convence Oliver de que ele ainda não pode confiar em seus recrutas. Felicity lembra Oliver que ele precisa confiar nos talentos únicos de cada um dos membros de seu time. O Arqueiro Verde e seu novo time, incluindo Rene, que se diz arrependido, rastream e impedem Derek Sampson de criar mais super-humanos. Diggle é preso e alucina que Floyd Lawton é seu companheiro de cela, que brinca com a culpa que Diggle sente por matar seu próprio irmão. Mais tarde, Diggle decide não lutar contra as acusações contra ele. Oliver apoia publicamente a decisão de Thea de nomear Quentin Lance como vice-prefeito, depois da má publicidade que quase fez com que ela desistisse de seu emprego. Felicity admite a Rory Regan, o Retalho, que ela foi a responsável por matar milhares de pessoas em Havenrock. Lyla pede para Oliver ajudar a tirar Diggle da prisão. Flashbacks mostram Anatoli ensinando Oliver a necessidade de confiar em seus irmãos na Bratva. |              |                                                             |                  |                                                                            |                         |                     |
| 96 | 4            | "Penance" "(Penitência)" (BR)                               | Dermott Downs    | Brian Ford Sullivan & Oscar Balderrama                                     | 26 de outubro de 2016   | 1.87                |
| O time de Oliver captura um associado de Tobias Church e entrega ele e seu dinheiro para o SCPD. Rory sai do time, dizendo que não pode trabalhar com Felicity. Oliver resolve ajudar Lyla a tirar Diggle da prisão, mesmo com Felicity e o resto do time contrariando. Quentin e Adrian entregam pessoalmente o dinheiro para a sala de provas do SCPD, e acabam descobrindo que uma bomba disfarçada foi plantada por Tobias Church no local. A explosão da bomba permite que o grupo de Church saqueie e roube armas e equipamentos. Oliver se infiltra na prisão federal e localiza Diggle, que finalmente concorda em fugir. Oliver leva ele e Lyla para uma casa segura da C.O.L.M.É.I.A. Felicity tenta fazer as pazes com Rory. Ela e o time descobrem que Church planeja assaltar a unidade anti-crime da SCPD, onde Adrian está interrogando o homem de Church. Rory se junta novamente ao time, e eles ajudam todos no local a escaparem do ataque. No entanto, Curtis fica ferido e Church captura Rene, com a intenção de torturá-lo até a morte. Oliver retorna e promete resgatar Rene. Adrian, que anteriormente não gostava de vigilantes, decide começar a confiar neles. Em flashbacks, Anatoli dá a Oliver a tarefa de conseguir informações de um associado de Konstantin Kovar que está preso, e, em seguida, matá-lo. Oliver completa a tarefa, e Anatoli dá as boas-vindas a ele por entrar na Bratva. |              |                                                             |                  |                                                                            |                         |                     |
| 97 | 5            | "Human Target" "(Alvo Humano)" (BR)                         | Laura Belsey     | Oscar Balderrama & Sarah Tarkoff                                           | 2 de novembro de 2016   | 1.61                |
| Oliver resgata Rene, que diz que revelou a verdadeira identidade do Arqueiro Verde para Church. Church planeja matar Oliver como prefeito, em vez de matá-lo como o Arqueiro Verde. Diggle se junta ao time e recomenda o guarda-costas Christopher Chance, conhecido como "Alvo Humano", para ajudá-los. Christopher personifica Oliver na prefeitura e finge a morte do prefeito quando o mercenário de Church ataca. O time percebe que Church planeja consolidar o tráfico de drogas de cinco cidades em Star City, precisando do Arqueiro Verde eliminado para que seu plano tenha sucesso. Oliver e seu time, unidos com Diggle e Christopher, atacam uma reunião de Church e capturam ele e outros senhores do crime. Prometheus mata Church enquanto está sendo transportado, apesar de Church ter lhe revelado a verdadeira identidade do Arqueiro Verde. A repórter de televisão Susan Williams, que foi convencida por Oliver a não criticá-lo por um mês, consegue provas de que ele estava na Rússia durante o tempo em que supostamente estava preso na ilha. Enquanto isso, Oliver descobre que Felicity está namorando Billy Malone, um detetive policial recentemente designado para a Unidade Anti-Crime na prefeitura. Em flashbacks, Oliver é emboscado por outros membros da Bratva. No entanto, os homens são mortos por Christopher, que Anatoli tinha contratado para proteger Oliver. |              |                                                             |                  |                                                                            |                         |                     |
| 98 | 6            | "So It Begins" "(Assim Começa)" (BR)                        | John Behring     | Wendy Mericle & Brian Ford Sullivan                                        | 9 de novembro de 2016   | 1.95                |
| Oliver, Diggle e Felicity acompanham Prometheus, que começa a matar pessoas aparentemente aleatórias com estrelas. Uma reportagem sobre os assassinatos na cidade causa pânico em um festival e irrita os recrutas, pois não foram informados sobre Prometheus. Felicity rouba uma das estrelas de Prometheus de Billy para examinar. Um padrão entre as vítimas se relaciona com a lista que Oliver tinha quando começou a ser vigilante. Isso irrita ainda mais os recrutas, Evelyn acima de tudo, pois não sabiam sobre a "lista de vítimas" de Oliver de quando ele voltou da ilha. Felicity usa o padrão para prever futuras vítimas, e o time se divide. Evelyn encontra Prometheus e luta com ele, conseguindo fazer um corte em seu braço antes dele ser dominado. Oliver chega, mas Prometheus foge. Enquanto isso, Thea descobre que Quentin nunca parou de beber. Evelyn faz as pazes com Oliver, e Felicity diz para Billy que trabalha com o Arqueiro Verde, o que intriga ele. Mais tarde, ela diz para Oliver que descobriu evidências que sugerem que Prometheus pode ser um membro da polícia. Quentin é mostrado acordando de um sono após ter se embriagado e percebe um corte em seu braço e uma estrela jogada em sua mesa. Em flashbacks, durante uma operação da Bratva, Oliver é capturado pelos homens de Konstantin Kovar e levado até ele. |              |                                                             |                  |                                                                            |                         |                     |
| 99 | 7            | "Vigilante" "(Vigilante)" (BR)                              | Gordon Verheul   | Ben Sokolowski & Emilio Ortega Aldrich                                     | 16 de novembro de 2016  | 1.86                |
| Um novo vigilante que mata criminosos a sangue frio aparece em Star City. Quentin pede demissão como vice-prefeito. Mais tarde, Quentin conta para Thea sobre a estrela que encontrou em sua casa e sobre seus apagões de quando está bêbado, mas ele acredita que está sendo injustiçado. O time tenta parar o Vigilante durante o assalto de um banco, mas ele foge. Eric Dunn, o chefe dos ladrões no assalto ao banco, também consegue fugir. Adrian força um dos outros ladrões a revelar a localização de Eric, e o Arqueiro Verde o salva de ser morto pelo Vigilante. Thea convence Quentin a entrar em uma reabilitação, enquanto Oliver e Susan começam a se aproximar. O time se apresenta como ladrões de banco para atrair o Vigilante, que chega, mas foge novamente, mesmo depois de Oliver derrotá-lo e quase desmascará-lo. Thea conta para Oliver sobre Quentin e a possibilidade dele ser enquadrado. Oliver e Thea deduzem que Prometheus deve saber que é o Arqueiro Verde. Então, é revelado que Evelyn está trabalhando com Prometheus. Em flashbacks, Konstantin Kovar apresenta Oliver a sua empregada Galina, a mãe de Taiana. Ele também afirma que a Bratva apenas usou Oliver para seus próprios interesses, incluindo o acordo que foi feito com ele. Então, Konstantin manda Oliver de volta para a Bratva. |              |                                                             |                  |                                                                            |                         |                     |
| 100 | 8            | "Invasion!" "(Invasão!)" (BR)                               | James Bamford    | História por : Greg Berlanti Roteiro por : Marc Guggenheim & Wendy Mericle | 30 de novembro de 2016  | 3.55                |
| Oliver encontra-se de volta à Mansão dos Queen. Seus pais estão vivos, ele está prestes a se casar com Laurel Lance, e Diggle é o Capuz. No entanto, é revelado que ele, Diggle, Thea, Sara e Ray estão em uma espécie de "sonho", enquanto estão sendo mantidos inconscientes dentro de cápsulas a bordo de uma nave espacial dos Dominadores. Enquanto isso, Felicity, Curtis e Cisco Ramon tentam invadir o sistema dos Dominadores usando um pouco da tecnologia deles. O time recupera um dispositivo necessário com a ajuda do Flash e da Supergirl, e eles conseguem localizar os outros. Em seu sonho, Oliver começa a ver flashes de sua vida anterior, assim como Sara e Ray. Todos os cinco prisioneiros logo percebem que estão dentro de uma alucinação compartilhada. Ao tentarem fugir, eles são interrompidos por Malcolm Merlyn, Exterminador, Damien Darhk e seus mercenários, que acabam sendo derrotados pelos prisioneiros. Em seguida, os cinco conseguem sair do sonho e despertam dentro da nave espacial dos Dominadores. Fugindo em um ônibus espacial, eles são resgatados pela nave das Lendas. Ray deduz que os Dominadores estavam coletando informações de suas mentes, usando suas alucinações como uma distração para ajudá-los a completar uma "arma" especial. Então, o time descobre que a nave-mãe dos Dominadores está indo em direção à Terra. Este episódio continua um crossover que se inicia no episódio 8 da 3ª temporada de The Flash e se conclui no episódio 7 da 2ª temporada de Legends of Tomorrow. |              |                                                             |                  |                                                                            |                         |                     |
| 101 | 9            | "What We Leave Behind" "(O Que Deixamos Para Trás)" (BR)    | Antonio Negret   | Wendy Mericle & Beth Schwartz                                              | 7 de dezembro de 2016   | 1.94                |
| Evelyn fornece mais informações sobre o time Arrow para Prometheus. Então, Prometheus ataca Curtis, injetando-o com uma droga de tuberculose que foi desenvolvida por Justin Claybourne, um empresário farmacêutico corrupto que estava na antiga lista de Oliver há quatro anos. Flashbacks mostram que Oliver matou Claybourne depois de descobrir que ele financiou uma epidemia de tuberculose e aumentou o preço de sua droga para aumentar os lucros de sua empresa. Quando o time rastreia Prometheus, Evelyn revela sua verdadeira lealdade e foge com Prometheus. Ao investigar Prometheus por conta própria, Billy descobre informações e as envia para Felicity pouco antes de Prometheus o sequestrar. A informação é sobre o filho ilegítimo de Justin Claybourne, que agora pode estar buscando vingança contra Oliver por ele ter matado seu pai. Oliver deduz que Prometheus está no antigo escritório de Claybourne e vai até lá, sozinho. No local, Oliver percebe que Prometheus encenou o lugar para se assemelhar ao ataque anterior de Oliver, há quatro anos. Então, Oliver mata um homem inocente vestido com o traje de Prometheus, e descobre que o homem era Billy. Conforme o episódio termina, o marido de Curtis, Paul, o abandona após descobrir que ele é um vigilante; Felicity lamenta a morte de Billy; Diggle é novamente capturado pelo Exército; e Oliver encontra Laurel Lance viva e bem no esconderijo do time. |              |                                                             |                  |                                                                            |                         |                     |
| 102 | 10           | "Who Are You?" "(Quem é Você?)" (BR)                        | Gregory Smith    | Ben Sokolowski & Brian Ford Sullivan                                       | 25 de janeiro de 2017   | 1.68                |
| Laurel afirma que Sara a ressuscitou depois de seu assassinato. Oliver a recebe no time; mas Felicity logo percebe que ela é a sósia de Laurel, vinda da Terra-2, que fugiu do STAR Labs com a ajuda de Claybourne. Laurel escapa e chama Oliver para uma conversa perto da estátua da Canário Negro. Embora Oliver permaneça otimista em relação a Laurel, Felicity ordena que os outros a ataquem, fazendo com que a estátua seja destruída. No entanto, Laurel é capturada. Ao descobrir sobre Paul, Rene convence Curtis a seguir em frente e se concentrar em suas capacidades, não em suas falhas. Felicity faz com que Laurel consiga fugir depois de colocar um rastreador nela. O time confronta Laurel e Claybourne em um armazém, onde Oliver não consegue evitar que Laurel aceite seu lado mal. Curtis desativa os poderes de Laurel usando um dispositivo que ele criou. Embora Claybourne consiga fugir, Laurel é capturada, e Oliver a coloca em um galpão da ARGUS, na esperança de mudá-la um dia. Quando Felicity admira seu otimismo, Oliver conta para ela sobre seus planos de seguir o desejo de Laurel (da Terra-1) antes de morrer, que é encontrar e recrutar outra Canário Negro. Em um bar em Hub City, dois bandidos tentam obrigar uma garçonete a ter relações sexuais com eles, até que uma mulher não identificada a protege, arremessando os bandidos por uma janela com um grito sonoro. Enquanto isso, Oliver convence Adrian a representar John Diggle. O superior corrupto de Diggle, o general Walker, chega para assumir sua custódia; mas Adrian consegue tomar John para sua própria jurisdição. Em flashbacks, Ishmael Gregor, o traidor da Bratva, tenta obrigar Oliver a obedecê-lo; mas Oliver é salvo por uma arqueira chamada Talia. |              |                                                             |                  |                                                                            |                         |                     |
| 103 | 11           | "Second Chances" "(Segundas Chances)" (BR)                  | Mark Bunting     | Speed Weed & Sarah Tarkoff                                                 | 1 de fevereiro de 2017  | 1.91                |
| Durante o incidente no STAR Labs, a policial secreta de Central City, Tina Boland, desenvolve um grito sonoro depois de ver seu parceiro morrer nas mãos do traficante Sean Sonus. No presente, Adrian diz para Oliver que a NSA está investigando Walker, mas os arquivos não são acessíveis. Oliver pede para Felicity e Rory recuperarem os arquivos, e leva os outros para recrutar Tina, que rastreou Sean Sonus em Hub City. Inicialmente, ela se recusa a participar, mas o time de Oliver interrompe seu ataque contra Sean. Então, é revelado que Sean é um meta-humano, usando seus poderes contra ela. Sean foge, e Oliver revela sua identidade em uma tentativa de convencer Tina, que, mais tarde, ataca Sean durante uma transação. O time de Oliver se envolve e ajuda a derrotar os negociantes, mas Oliver não consegue convencê-la a não matar Sean. Enquanto isso, Felicity encontra uma hacktivista, a quem ela inspirou durante seu tempo na faculdade, que lhe dá os arquivos contra Walker. Com os arquivos, Adrian é capaz de fazer com que Diggle seja liberado sob fiança. Tina encontra Oliver e anuncia sua decisão de se juntar ao time, depois de revelar que seu verdadeiro nome é Dinah Drake. Em flashbacks, Talia ajuda Oliver a matar um importante associado de Konstantin Kovar. Ela revela que ela treinou Yao Fei, e dá para Oliver o traje que ele usará quando ele voltar pela primeira vez para Starling City. |              |                                                             |                  |                                                                            |                         |                     |
| 104 | 12           | "Bratva" "(Bratva)" (BR)                                    | Ben Bray         | Oscar Balderrama & Emilio Ortega Aldrich                                   | 8 de fevereiro de 2017  | 1.61                |
| Em flashbacks, Oliver e Talia matam um traficante de drogas que estava na lista de Robert. Oliver e Anatoli decidem matar Ishmael Gregor. No presente, o time descobre que Walker está na Rússia para um acordo com os terroristas Markovianos. Oliver leva todos, exceto Rene, que fica encarregado de ajudar Quentin em entrevista com Susan. Anatoli se recusa a ajudar Oliver, a menos que ele faça algo criminoso em troca, o que Oliver, inicialmente, se recusa. Depois que Felicity chantageia um analista russo, o time consegue capturar o capanga de Walker, a quem John tortura, mas não consegue nenhuma informação. Para evitar que John e Felicity caiam em baixa moralidade, Oliver aceita os termos de Anatoli e ataca um rival com a ajuda de Dinah. O Time Arrow e a Bratva interrompem o acordo de Walker; e John decide poupar a vida de Walker, que é preso pela Polícia Militar, enquanto Rory usa seus trapos para conter a explosão nuclear. Ao voltar para Star City, Oliver dorme com Susan, que, mais tarde, deduz seu alter-ego depois de descobrir sobre um semelhante vigilante encapuzado na Rússia há cinco anos antes. Rory diz para Felicity que seus trapos não funcionam mais, e que precisa ir embora temporariamente. Enquanto isso, Rene ajuda Quentin a ter uma entrevista de sucesso. |              |                                                             |                  |                                                                            |                         |                     |
| 105 | 13           | "Spectre of the Gun" "(Espectro da Arma)" (BR)              | Kristin Windell  | Marc Guggenheim                                                            | 15 de fevereiro de 2017 | 1.66                |
| Há 16 meses Rene viu sua esposa, uma viciada em drogas, ser morta por um negociante na frente de sua filha, Zoe, que foi transferida para um abrigo. Rene foi proibido de se encontrar com ela. Ele foi inspirado pelo Arqueiro Verde, que matou Damien Darhk e salvou Star City, o que o fez começar seu vigilantismo. No presente, um homem armado ataca a prefeitura, matando e ferindo vários funcionários. Felicity identifica o atirador como James Edlund, ex-funcionário e defensor do controle de armas, que perdeu sua família em um tiroteio alguns meses antes. Thea e Quentin incentivam Oliver a lidar com a situação como prefeito, não como vigilante. Então, Oliver decide trabalhar com o conselho da cidade por um ato de controle de armas. Rene e Curtis localizam o esconderijo de James Edlund e descobrem o próximo alvo dele. Então, Oliver confronta James como o prefeito e o impede de matar mais pessoas, convencendo-o a se render. Oliver chega a um acordo com o conselho sobre o ato. Curtis promete para Rene que irá ajudá-lo a conseguir a guarda de Zoe legalmente. Enquanto isso, John convence Dinah a voltar para uma vida normal, e então ela se alista na Polícia de Star City. |              |                                                             |                  |                                                                            |                         |                     |
| 106 | 14           | "The Sin-Eater" "(O Devorador de Pecados)" (BR)             | Mary Lambert     | Barbara Bloom & Jenny Lynn                                                 | 22 de fevereiro de 2017 | 1.54                |
| Oliver conhece a suposta mãe de Prometheus, que se recusa a ajudá-lo. Durante uma transferência de prisão, China White, Carrie Cutter, e Liza Warner matam os guardas e fogem. Oliver nomeia Dinah como policial da Polícia de Star City. Pike recebe evidências de que o Arqueiro Verde matou Billy Malone, então, ele ordena uma caça ao Arqueiro Verde. Oliver e Quentin rastreiam o trio, que fogem por causa da intervenção da UAC. Oliver supõe que Prometheus é o responsável pelo envio das provas para a polícia. Susan confronta Oliver sobre ele ser o vigilante, mas ele nega. Thea tenta provar que ela está mentindo ao fazer Felicity hackear os arquivos de Susan e inserir provas de que ela cometeu plágio. Susan fica com raiva de Oliver, que confronta Thea. Oliver revela o encobrimento da morte de Billy Malone para Pike. O time interrompe o trio, que está roubando dinheiro de um esconderijo deixado por Tobias Church, e são emboscados por seus mercenários. A UAC chega e prende o trio, deixando o Time Arrow ir embora. Quentin dá sua bênção para Dinah assumir a identidade da Canário Negro. Mais tarde, a informação do encobrimento vaza na mídia, o que pode levar ao impeachment de Oliver como prefeito. Em flashbacks, Oliver e Anatoli se envolvem com os homens de Ishmael Gregor. Ishmael se prepara para matar Anatoli. |              |                                                             |                  |                                                                            |                         |                     |
| 107 | 15           | "Fighting Fire with Fire" "(Combate ao Fogo com Fogo)" (BR) | Michael Schultz  | Speed Weed & Ben Sokolowski                                                | 1 de março de 2017      | 1.60                |
| O processo de impeachment de Oliver é iniciado, então, Adrian serve como seu advogado. O Vigilante começa a ir atrás de Oliver, o tendo como alvo, mas é desafiado por Prometheus, a quem é revelado ser Adrian. Usando Pandora, Felicity e Thea descobrem um segredo que pode ser usado para chantagear um vereador. Oliver e Diggle as convencem a não utilizar este método. Usando um pedaço do traje do Vigilante, Curtis consegue rastrear a localização dele, onde planeja matar Oliver, que difama o Arqueiro Verde publicamente, chamando-o de "assassino de policiais", e explicando que o motivo do encobrimento era proteger as pessoas de perderem a esperança. O Vigilante consegue fugir. O conselho vota contra o impeachment. No entanto, Thea resolve sair do governo de Oliver para cuidar mais de sua moralidade. Paul decide se divorciar de Curtis. Susan consegue seu trabalho de volta graças ao testemunho anônimo de Felicity. Enquanto isso, Felicity, secretamente, se junta à Helix. Adrian, agressivamente, exige que Susan escute uma história que tem para contar. Em flashbacks, Anatoli exige um "spross dopross", um processo para testemunhar o Pakhan. Oliver se infiltra na mansão de Konstantin Kovar e consegue provas de que Ishmael Gregor está desviando dinheiro da Bratva. A maioria dos capitães votam para Anatoli; mas Ishmael se revolta e inicia um tiroteio. |              |                                                             |                  |                                                                            |                         |                     |
| 108 | 16           | "Checkmate" "(Xeque-Mate)" (BR)                             | Ken Shane        | Beth Schwartz & Sarah Tarkoff                                              | 15 de março de 2017     | 1.53                |
| Oliver se encontra com Talia, que revela ser filha de Ra's al Ghul, e que odeia Oliver por ter matado seu pai. Ela também revela que ajudou Adrian a se tornar Prometheus. Oliver enfrenta Adrian, que revela ter sequestrado Susan Williams, dizendo que ela vai morrer de fome se Oliver matar Adrian. O Arqueiro Verde invade a casa de Adrian e tenta conversar com Doris, mas a UAC chega e os encurrala, o que o faz fugir. Felicity concorda em hackear drones do DHS para a Helix, que encontra a localização de Susan Williams em troca. O time de Oliver entra no prédio e ele consegue encontrar e resgatar Susan, antes de confrontar Adrian. Diggle leva Doris até o local, que tenta convencer Adrian a se render, mas ele a esfaqueia. Oliver luta com Adrian enquanto os outros levam Susan e Doris para longe. Talia chega e ajuda Adrian a dominar e sequestrar Oliver, enquanto Doris morre devido aos seus ferimentos. Adrian diz para Oliver que planeja ajudá-lo a descobrir quem ele realmente é. Enquanto isso, Adrian continua agindo normalmente na Prefeitura, o que irrita o time. Em flashbacks, a maioria dos capitães são mortos no tiroteio, mas Ishmael Gregor consegue fugir. Oliver e Anatoli atacam Ishmael durante seu encontro com seus membros fiéis da Bratva e o matam. |              |                                                             |                  |                                                                            |                         |                     |
| 109 | 17           | "Kapiushon" "(Kapiushon)" (BR)                              | Kevin Tancharoen | Brian Ford Sullivan & Emilio Ortega Aldrich                                | 22 de março de 2017     | 1.38                |
| Em flashbacks, Anatoli se torna o novo Pakhan. Konstantin Kovar compra gás Sarin de Malcolm Merlyn. Anatoli descobre que Konstantin está planejando um golpe contra o governo Russo. Ao torturar um operário de Konstantin, Oliver descobre que Konstantin convidou policiais-chave do governo para irem ao seu cassino, onde planeja assassinar todos eles com o gás. Oliver convence Galina, a mãe de Taiana, a lhe dar seu cartão-chave do cassino. Oliver e a Bratva se infiltram no cassino, onde Konstantin descobre sobre a traição de Galina e a mata, o que irrita Oliver, que não consegue parar o vazamento de gás a tempo, levando à morte de Viktor. Anatoli não consegue impedir Oliver de matar Konstantin. Mais tarde, Anatoli o nomeia capitão da Bratva. Malcolm Merlyn ajuda os agentes de Konstantin a reanimá-lo. No presente, Adrian continua torturando Oliver para fazê-lo confessar um "segredo". Adrian traz Evelyn, que está, aparentemente, relutante, e finge matá-la depois que Oliver se recusa a fazer isto. Oliver revela que matou pessoas porque gostava disso, o que era o "segredo" que Adrian queria ouvir. É revelado que Evelyn está viva e ainda está ajudando Adrian. Adrian deixa Oliver ir embora, então, ele vai até o esconderijo e diz para o time que decidiu acabar com seu vigilantismo. |              |                                                             |                  |                                                                            |                         |                     |
| 110 | 18           | "Disbanded" "(Dissolvido)" (BR)                             | JJ Makaro        | Rebecca Bellotto                                                           | 29 de março de 2017     | 1.55                |
| Depois que Adrian o deixa devastado, Oliver acaba com o Time Arrow e chama a Bratva para derrubar Adrian. Diggle tenta conversar com Oliver, lembrando-o que existem maneiras melhores de fazer certas coisas. Felicity vai até a Helix e consegue encontrar imagens pixelizadas de Adrian tirando sua máscara de Prometheus. Oliver deixa a Bratva roubar medicamentos para diabetes, mas são impedidos pelo Time Arrow. Mais tarde, Diggle diz para Oliver que o time pode ajudá-lo, se ele quiser ajuda. Oliver se junta ao Time Arrow, derrubando a Bratva e salvando reféns que Anatoli usou como forma de chantagem. Felicity e Curtis conseguem decodificar o dispositivo de Adrian, e revelam para a polícia que Adrian é Prometheus. Oliver diz que ainda não está pronto para colocar o capuz novamente, mas com seu time, será mais rápido do que imaginava. Quando os guardas de Adrian tentam prendê-lo, ele os mata e foge de sua casa protegida pela polícia. Em flashbacks, Oliver planeja voltar para Lian Yu, então, Anatoli planeja um último assalto para ajudar crianças doentes, esperando convencer Oliver a ficar na Rússia, mas Oliver continua querendo voltar para a ilha, para que possa encenar seu dramático retorno para Starling City. |              |                                                             |                  |                                                                            |                         |                     |
| 111 | 19           | "Dangerous Liaisons" "(Ligações Perigosas)" (BR)            | Joel Novoa       | Speed Weed & Elizabeth Kim                                                 | 26 de abril de 2017     | 1.36                |
| Quando as agências de aplicação da lei não conseguem localizar Adrian, Felicity concorda com o plano de Alena de libertar o ex-líder da Helix, Cayden James, que criou um rastreador biométrico que pode encontrar alguém, mas que está, atualmente, em custódia na ARGUS, sem o devido processo. Lyla planeja usar James como isca para destruir a Helix, mas, Alena, que já se antecipou, encontra a verdadeira localização de James, e leva seu time, incluindo Felicity, para o resgate. Eles são interrompidos pelo Time Arrow; mas Felicity os obriga a deixar a Helix fugir com James. A Helix encerra sua conexão com Felicity, mas dá para ela o scanner de James, que ela usa para descobrir que Adrian já está no esconderijo do time, começando um ataque. Enquanto isso, Quentin confronta Rene por não visitar Zoe, embora seja legalmente possível. Rene acredita ser um pai inadequado. No entanto, Quentin organiza uma visita, fazendo Rene decidir lutar para recuperar a guarda de Zoe. John confronta Lyla por sua ambiguidade moral, que levou ao divórcio dos dois anteriormente. |              |                                                             |                  |                                                                            |                         |                     |
| 112 | 20           | "Underneath" "(Por Baixo)" (BR)                             | Wendey Stanzler  | Wendy Mericle & Beth Schwartz                                              | 3 de maio de 2017       | 1.36                |
| Adrian aciona um PEM dentro do esconderijo do time, o que desativa todos os equipamentos, prendendo Oliver e Felicity no local e a deixando paralisada. Curtis descobre sobre o ataque, e informa Rene e Dinah. Diggle e Lyla concordam em colocar seus problemas de lado ao saberem sobre Oliver e Felicity. O time rapidamente percebe que, após um período de tempo, um gerador reserva será ativado, inflamando um gás metano que está vazando para dentro do esconderijo. Oliver fica ferido ao tentar encontrar uma saída. Mais tarde, Diggle é quase derrubado por um eixo de acesso por causa da ajuda dos outros, e consegue resgatar Oliver e Felicity. O Time Arrow se refugia na ARGUS, onde Diggle e Lyla se reconciliam. Mais tarde, é revelado que Adrian rastreou o filho de Oliver, William. Em flashbacks do período após a morte de Damien Darhk, Oliver, Felicity e Curtis continuam trabalhando juntos. Curtis tenta fazer com que Oliver e Felicity passem um tempo juntos, o que os leva a transarem no esconderijo, mas ela decide que não está pronta para reatar seu relacionamento com Oliver, que aceita sua decisão. |              |                                                             |                  |                                                                            |                         |                     |
| 113 | 21           | "Honor Thy Fathers" "(Honra Teus Pais)" (BR)                | Laura Belsey     | Marc Guggenheim & Sarah Tarkoff                                            | 10 de maio de 2017      | 1.65                |
| As acusações contra Adrian são desconsideradas; e a maioria dos condenados, incluindo Derek Sampson, são soltos da prisão sob fiança. Oliver recebe um corpo, identificado como Henry Goodwin. Enquanto Curtis e Dinah rastreiam Derek Sampson, os outros investigam Henry Goodwin, que é revelado ter sido morto por Robert, o que choca Thea e Oliver, que decide contar para a imprensa. O Time Arrow deduz que Adrian e Derek estão trabalhando juntos para liberar a tuberculose militar de Justin Claybourne em Star City. Com Oliver vestindo o traje de Arqueiro Verde novamente, eles rastreiam a bomba e invadem o negócio de Derek, enquanto Oliver luta com Adrian. Derek é capturado quando Curtis desativa a bomba. Oliver revela que Justin Claybourne planejava abandonar Adrian por causa de sua condição mental. Decepcionado, Adrian pede para Oliver matá-lo, mas, em vez disso, Oliver o prende. Oliver dá para Thea um vídeo de Robert pedindo para ela cuidar dele. Enquanto isso, Rene se recusa a depor na processo da guarda de Zoe para não perturbá-la, fazendo o juiz rejeitar sua reivindicação. Em flashbacks, Oliver e Anatoli voltam para Lian Yu, onde planejam o retorno de Oliver para Starling City. Anatoli vai embora para subornar os barqueiros para navegar em direção à ilha, onde Oliver é capturado por Konstantin Kovar, que sabe sobre o plano de Oliver. |              |                                                             |                  |                                                                            |                         |                     |
| 114 | 22           | "Missing" "(Desaparecidos)" (BR)                            | Mairzee Almas    | Speed Weed & Oscar Balderrama                                              | 17 de maio de 2017      | 1.44                |
| O time organiza uma festa de aniversário para Oliver, mas, mais tarde, Rene, Dinah e Curtis são sequestrados pelos aliados de Adrian. Ao perceber que Adrian está os raptando depois que Thea e Quentin são sequestrados por Sereia Negra e Evelyn, Oliver aceita a ajuda de Malcolm Merlyn para ajudá-lo a sequestrar Adrian. No entanto, Adrian revela que sequestrou William; e Oliver é obrigado a libertá-lo. Felicity e Diggle também são sequestrados por Talia al Ghul e pela Liga dos Assassinos. Então, Oliver recruta Nyssa al Ghul para ajudá-lo a lutar contra o exército de Adrian. Seguindo um avião no qual Adrian está, Oliver, Malcolm e Nyssa percebem que estão indo para Lian Yu. Chegando na ilha, Oliver visita Slade e pede sua ajuda. Em flashbacks, Konstantin Kovar injeta uma droga em Oliver que o faz relembrar de quando matou ou viu outras pessoas morrerem nos últimos cinco anos. Depois de suportar alucinações de Yao Fei e Laurel, Oliver finalmente consegue forças para fugir. |              |                                                             |                  |                                                                            |                         |                     |
| 115 | 23           | "Lian Yu" "(Lian Yu)" (BR)                                  | Jesse Warn       | Wendy Mericle & Marc Guggenheim                                            | 24 de maio de 2017      | 1.72                |
| Oliver recruta Slade, que já não o odeia devido ao Mirakuru, que saiu completamente de seu sistema. É revelado que Harkness é aliado de Adrian. Oliver e seus aliados soltam Felicity, Thea, Curtis e Samantha, e prendem Evelyn. Oliver pede para Malcolm levar Felicity e os outros até o avião de Adrian para que fujam de Lian Yu. Antes de se separarem, Felicity beija Oliver. Oliver e seus aliados conseguem soltar John, Rene, Dinah e Quentin, que deixa a Sereia Negra inconsciente, enquanto Nyssa derrota Talia. Enquanto isso, Thea pisa em uma mina terrestre. Rapidamente, Malcolm toma seu lugar e diz para os outros fugirem, usando a mina para, aparentemente, se matar quando Harkness chega. Felicity e seu grupo chegam até o avião, mas descobrem que existem bombas espalhadas por toda a ilha, que explodirão se Adrian morrer. Oliver pede para John levar os outros até o grupo de Felicity e fugirem, enquanto captura Adrian em um barco e solta William, que descobriu a relação que tem com Oliver e descobre que seu pai é o Arqueiro Verde. É revelado que o avião foi sabotado por Adrian. Oliver diz para os outros correrem até um navio na costa leste da ilha. Adrian se mata, fazendo a ilha explodir completamente e deixando os destinos dos outros desconhecidos, enquanto Oliver e William assistem horrorizados, apesar de estarem um com o outro. Em flashbacks, Oliver mata Konstantin Kovar e seus homens, alcançando o barco a tempo e ligando para Moira. |              |                                                             |                  |                                                                            |                         |                     |

## Produção

### Desenvolvimento
Em 11 de março de 2016, The CW renovou Arrow para uma quinta temporada. Marc Guggenheim e Wendy Mericle serviram como showrunners da temporada.

### Roteiro
Enquanto Arrow começou como uma série "fundamentada e corajosa" que se concentrava no realismo, após a introdução de The Flash no mesmo universo, ela começou a abraçar elementos fantásticos. Stephen Amell revelou que, em contraste, o grande mal da quinta temporada não teria nenhum superpoder, e também confirmou que a temporada seguiria a abordagem mais realista das duas primeiras temporadas. No entanto, ele mais tarde confirmou que os eventos do final da 2ª temporada de The Flash, que terminou com Barry Allen viajando de volta no tempo para salvar sua mãe do assassinato, afetariam os eventos da quinta temporada de Arrow. Guggenheim expandiu isso, dizendo que John Diggle seria o mais notável a ser afetado. O segundo episódio da 3ª temporada de The Flash revela que a filha de Diggle, Sara, foi apagada da existência e substituída por um filho chamado John Diggle Jr. como resultado da viagem no tempo de Barry.
Guggenheim descreveu "legado" como o tema da quinta temporada: "A ideia [é] Oliver honrar o legado da Canário Negro (Katie Cassidy) após a morte [de Laurel Lance] no ano passado [...]. O que estamos fazendo é dramatizando o desejo de Oliver de crescer, seguir em frente e evoluir, mas esse conceito de legado continua ameaçando puxá-lo de volta aos primeiros dias ", e que Oliver seria indiretamente responsável pela criação por trás de Prometheus, o Grande Mal da temporada. Embora Guggenheim inicialmente tenha declarado que Prometeu foi uma criação original, não baseada no personagem de quadrinhos de mesmo nome criado por Grant Morrison, sua identidade civil é posteriormente revelada como Adrian Chase. A versão em quadrinhos do personagem é Vigilante, mas Mericle explicou que ele foi promovido a Prometeu para a série "porque todos estariam pensando, 'É claro que ele vai ser Vigilante' [...]. Nós pensamos que seria uma reviravolta muito divertida para ... pegar a mitologia dos quadrinhos e virar de cabeça para baixo e ver que tipo de história podemos extrair de uma surpresa como essa."
Os flashbacks da quinta temporada focalizam o tempo de Oliver na Rússia e explicam como ele aprendeu russo e recebeu a tatuagem de Bratva. É também a última temporada para focar nos flashbacks retratando o período de cinco anos de Oliver como um náufrago. Guggenheim revelou que, ao contrário das temporadas anteriores, o final da quinta temporada não colocaria Star City em perigo, e nem mesmo ocorreria lá.  Em vez disso, o episódio intitulado "Lian Yu" se passa na ilha de mesmo nome.

### Escolha do elenco
Os membros do elenco principal Stephen Amell, David Ramsey, Willa Holland, Emily Bett Rickards e Paul Blackthorne retornam das temporadas anteriores como retornam das temporadas anteriores como Oliver Queen / Arqueiro Verde, John Diggle / Espartano, Thea Queen, Felicity Smoak e Quentin Lance respectivamente. Echo Kellum, que voltou a ser Curtis Holt na quarta temporada, foi promovido a regular na quinta temporada, enquanto Josh Segarra entrou na temporada como Adrian Chase. Michael Dorn expressou o personagem quando disfarçado de Prometheus. Katie Cassidy, que estrelou como Laurel Lance nas primeiras quatro temporadas, voltou como o personagem como convidada, e voltou a ser a doppelganger da sua personagem da Terra-2, Sereia Negra, um personagem introduzido na segunda temporada de The Flash. John Barrowman, que interpretou Malcolm Merlyn em Arrow como regular durante a segunda e terceira temporadas, assinou um contrato com a Warner Bros. Television que lhe permitiu continuar a ser regular em Arrow, bem como em outros programas do Universo Arrow, incluindo The Flash e Legends of Tomorrow. Os ex-regulares da série Susanna Thompson e Manu Bennett retornaram à temporada em papéis especiais como Moira Queen e Slade Wilson, respectivamente.  Thea esteve significativamente ausente durante a temporada, e Guggenheim explicou que Holland só foi contratada para aparecer em 14 dos 23 episódios da temporada.
Chad L. Coleman reapareceu nos primeiros episódios como o senhor do crime, Tobias Church.  O personagem não é baseado em nenhum personagem existente da DC Comics; Coleman o chamou de "Jay Z, Dr. Dre e Suge Knight, todos reunidos em um". Rick Gonzalez reaparece no papel de Rene Ramirez / Cão Selvagem, baseado no personagem DC Comics de mesmo nome. No entanto, seu nome civil para a série é Rene Ramirez, ao contrário dos quadrinhos onde é Jack Wheeler. Gonzalez disse que fez o teste para a temporada sem saber que papel faria, até que a figurinista da série, Maya Mani, disse que ele interpretaria o Cão Selvagem; Gonzalez ficou surpreso, pois esperava que fosse escalado como um não-vigilante. Madison McLaughlin, que anteriormente apareceu no episódio da quarta temporada "Canary Cry" como Evelyn Sharp, uma adolescente que assumiu brevemente o manto de Canário Negro, voltou para a quinta temporada em uma capacidade recorrente com o personagem agora assumindo o apelido de Artemis, em homenagem a personagem de quadrinhos Artemis Crock. Em novembro de 2016, foi anunciado que Juliana Harkavy interpretaria Tina Boland em um papel recorrente; sua personagem foi posteriormente revelada como Dinah Drake, nomeada em homenagem ao primeiro Canário Negro dos quadrinhos.

### Design
Maya Mani voltou a desenhar roupas para a quinta temporada. O traje do Arqueiro Verde de Oliver foi projetado para parecer quase exatamente igual ao usado na quarta temporada, uma mudança notável sendo a reintrodução das mangas dos trajes anteriores, que o traje da quarta temporada evitou. Na temporada, Diggle substitui seu capacete espartano, que foi introduzido na quarta temporada, por um novo. Ramsey disse que este novo capacete pode fazer "coisas extraordinárias", além de ser apenas para ocultar. O artista conceitual Andy Poon disse que o novo capacete oferece "proteção total" ao Diggle. Ele acrescentou que, como o codinome de Diggle é espartano, ele decidiu fazer o capacete se assemelhar a "um design de capacete espartano real". O capacete anterior foi criticado pelos fãs por sua semelhança com o usado pelo personagem da Marvel Comics Magneto e Poon, um fã de quadrinhos, pensou que o novo capacete resolveria "os problemas relacionados a alguns comentários dos fãs sobre a aparência [do capacete mais antigo] semelhante a outros personagens de quadrinhos". A fantasia de Wild Dog foi projetada para parecer exatamente como nos quadrinhos, consistindo simplesmente em um moletom e equipamento de hóquei. Gonzalez confirmou que reflete quem é o personagem. O traje de vigilante de Dinah Drake na temporada inclui uma máscara parecida com a máscara Canário Negro dos quadrinhos, junto com uma jaqueta de couro.

### Filmagens
As filmagens para a temporada começaram em 5 de julho de 2016 em Vancouver, e terminaram em abril de 2017.

### Ligações com Universo Arrow
Durante a quinta temporada, Arrow fez parte da campanha "Invasion!" evento de crossover com The Flash e Legends of Tomorrow. O evento também viu Melissa Benoist reprisando seu papel como Kara Danvers / Supergirl de Supergirl. A parte de Arrow do crossover também é o 100º episódio da série.

## Lançamento

### Exibição
A temporada começou a ser transmitida nos Estados Unidos na The CW em 5 de outubro de 2016, e completou sua exibição de 23 episódios em 24 de maio de 2017.

### Mídia doméstica
A temporada foi lançada em DVD em 18 de setembro de 2017, e em Blu-ray no dia seguinte.

## Recepção

### Resposta Crítica
A avaliação do site Rotten Tomatoes deu para a temporada um índice de 88% de aprovação dos críticose com uma classificação média de 7,38/10 baseado em baseado em 13 comentários. O consenso do site disse: "Não é estranho a reviravoltas dramáticas, a quinta temporada de Arrow continua a apresentar novidades vilões e espectadores surpresos, apesar de alguma inconsistência."
Jesse Schedeen, do IGN, deu a toda a temporada uma avaliação de 8,7 em 10. Ele disse que a maior falha da temporada foi "que ela tentou conciliar mais personagens e conflitos do que era realmente viável", mas elogiou os escritores por minimizarem o romance de Oliver-Felicity em favor de se concentrar na indução de Felicity em Helix. Ele chamou Prometheus de "o melhor vilão da série desde Deathstroke" devido ao desempenho de Segarra e à "natureza muito pessoal de sua rivalidade com Oliver Queen", acrescentando que a "natureza pessoal desse conflito tendeu a trazer à tona o melhor na atuação de Amell". Schedeen observou que os flashbacks da temporada sofreram alguns dos mesmos problemas nos flashbacks da temporada 3 e 4, que "pouco mais fizeram do que preencher espaço e traçar paralelos inúteis entre o passado e o presente", mas ainda chamou os flashbacks da 5ª temporada de "uma melhoria significativa . Ajuda que os flashbacks foram usados para preencher um buraco de fechadura na tapeçaria Arrow ". Ele acrescentou que enquanto os finais da 3ª e 4ª temporada apenas pioraram, em contraste o final da 5ª temporada "provou ser não apenas o melhor episódio da 5ª temporada, mas da série como um todo". Schedeen concluiu com veredicto que a série "se recuperou de uma queda prolongada na 5ª temporada, provando que a série ainda tem bastante vida pela frente."
Revendo a estreia da temporada, Caroline Preece do Den of Geek chamou de "um retorno às alturas da primeira temporada de todas as melhores maneiras". Ela o elogiou por retornar à natureza firme e corajosa da série, dizendo "Isso é o que Arrow deveria sempre ter sido - a contraparte ligeiramente suja do nível da rua para a lista cada vez maior de séries mais bregas e brilhantes como Supergirl ou Legends of Tomorrow. deve ser o Batman para o seu Superman." Tyler McCarthy, do mesmo site, chamou o final da temporada de" mistura de tudo para dizer o mínimo, mas realmente deu certo no final. A quinta temporada teve muito a ver com isso, especialmente depois os eventos de salto de tubarão da quarta temporada [...] No final, o show fez seu trabalho e entregou um drama policial complicado que considerou os heróis mascarados como engrenagens-chave da máquina maior - com alguns alienígenas incluídos." Revendo o mesmo episódio, Alasdair Wilkins do The A.V. Club disse: "Tomado isoladamente," Lian Yu "é um episódio forte, mas provavelmente não superlativo. Outros episódios tiveram batidas de ação maiores, momentos de personagem melhor observados, pontos mais fortes a serem destacados sobre quem é Oliver e qual sua existência como o Arqueiro Verde significa. Mas este episódio sobe para o escalão superior dos episódios Arrow porque toca diretamente em tudo o que veio antes dele."

### Audiência
| №  | Título                    | Exibição original       | Rating/share (18–49) | Audiência (em milhões) | DVR (18–49) | Audiência em DVR (milhões) | Total (18–49) | Audiência total (em milhões) |
| -- | ------------------------- | ----------------------- | -------------------- | ---------------------- | ----------- | -------------------------- | ------------- | ---------------------------- |
| 1  | "Legacy"                  | 5 de outubro de 2016    | 0.7/3                | 1.87                   | 0.6         | 1.20                       | 1.3           | 3.07                         |
| 2  | "The Recruits"            | 12 de outubro de 2016   | 0.7/3                | 1.94                   | 0.6         | 1.23                       | 1.3           | 3.17                         |
| 3  | "A Matter of Trust"       | 19 de outubro de 2016   | 0.6/2                | 1.79                   | 0.6         | 1.15                       | 1.2           | 2.94                         |
| 4  | "Penance"                 | 26 de outubro de 2016   | 0.7/3                | 1.87                   | 0.5         | 1.09                       | 1.2           | 2.96                         |
| 5  | "Human Target"            | 2 de novembro de 2016   | 0.6/2                | 1.61                   | 0.5         | 1.03                       | 1.1           | 2.65                         |
| 6  | "So It Begins"            | 9 de novembro de 2016   | 0.7/3                | 1.95                   | 0.4         | 1.01                       | 1.1           | 2.95                         |
| 7  | "Vigilante"               | 16 de novembro de 2016  | 0.7/3                | 1.86                   | 0.5         | N/A                        | 1.2           | N/A                          |
| 8  | "Invasion!"               | 30 de novembro de 2016  | 1.3/5                | 3.55                   | 0.7         | 1.80                       | 2.0           | 5.34                         |
| 9  | "What We Leave Behind"    | 7 de dezembro de 2016   | 0.7/3                | 1.94                   | 0.5         | 1.13                       | 1.2           | 3.07                         |
| 10 | "Who Are You?"            | 25 de janeiro de 2017   | 0.6/2                | 1.68                   | 0.5         | 1.13                       | 1.1           | 2.82                         |
| 11 | "Second Chances"          | 1 de fevereiro de 2017  | 0.6/2                | 1.91                   | 0.5         | 1.08                       | 1.1           | 2.99                         |
| 12 | "Bratva"                  | 8 de fevereiro de 2017  | 0.6/2                | 1.61                   | 0.5         | 1.12                       | 1.1           | 2.73                         |
| 13 | "Spectre of the Gun"      | 15 de fevereiro de 2017 | 0.6/2                | 1.66                   | N/A         | 0.90                       | N/A           | 2.56                         |
| 14 | "The Sin-Eater"           | 22 de fevereiro de 2017 | 0.5/2                | 1.54                   | 0.4         | 0.92                       | 0.9           | 2.46                         |
| 15 | "Fighting Fire with Fire" | 1 de março de 2017      | 0.6/2                | 1.60                   | N/A         | N/A                        | N/A           | N/A                          |
| 16 | "Checkmate"               | 15 de março de 2017     | 0.5/2                | 1.53                   | 0.4         | 0.86                       | 0.9           | 2.39                         |
| 17 | "Kapiushon"               | 22 de março de 2017     | 0.5/2                | 1.38                   | 0.4         | 0.95                       | 0.9           | 2.33                         |
| 18 | "Disbanded"               | 29 de março de 2017     | 0.5/2                | 1.55                   | 0.4         | N/A                        | 0.9           | N/A                          |
| 19 | "Dangerous Liaisons"      | 26 de abril de 2017     | 0.5/2                | 1.36                   | N/A         | N/A                        | N/A           | N/A                          |
| 20 | "Underneath"              | 3 de maio de 2017       | 0.5/2                | 1.36                   | 0.4         | 0.86                       | 0.9           | 2.24                         |
| 21 | "Honor Thy Fathers"       | 10 de maio de 2017      | 0.6/2                | 1.65                   | 0.4         | 1.00                       | 1.0           | 2.64                         |
| 22 | "Missing"                 | 17 de maio de 2017      | 0.5/2                | 1.44                   | 0.4         | 0.94                       | 0.9           | 2.38                         |
| 23 | "Lian Yu"                 | 24 de maio de 2017      | 0.6/3                | 1.72                   | 0.5         | 0.96                       | 1.1           | 2.67                         |

### Prêmios e indicações
| Ano  | Prêmio                 | Categoria                                         | Nomeado(s)                                                 | Resultado | Ref.    |
| ---- | ---------------------- | ------------------------------------------------- | ---------------------------------------------------------- | --------- | ------- |
| 2017 | Leo Awards             | Best Cinematography Dramatic Series               | Shamus Whiting-Hewlett ("Sins of the Father")              | Indicado  | [ 120 ] |
| 2017 | Leo Awards             | Best Lead Performance by a Female Dramatic Series | Emily Bett Rickards ("Who Are You?")                       | Indicado  | [ 120 ] |
| 2017 | Leo Awards             | Best Stunt Coordination Dramatic Series           | Curtis Braconnier, Eli Zagoudakis ("What We Leave Behind") | Venceu    | [ 120 ] |
| 2017 | MTV Movie & TV Awards  | Best Hero                                         | Stephen Amell                                              | Indicado  | [ 121 ] |
| 2017 | People's Choice Awards | Favorite Network TV Sci-Fi/Fantasy                | Arrow                                                      | Indicado  | [ 122 ] |
| 2017 | Saturn Awards          | Best Superhero Adaptation Television Series       | Arrow                                                      | Indicado  | [ 123 ] |
| 2017 | Teen Choice Awards     | Choice Action TV Actor                            | Stephen Amell                                              | Indicado  | [ 124 ] |
| 2017 | Teen Choice Awards     | Choice Action TV Actress                          | Emily Bett Rickards                                        | Indicado  | [ 124 ] |
| 2017 | Teen Choice Awards     | Choice Action TV Show                             | Arrow                                                      | Indicado  | [ 124 ] |
| 2017 | Teen Choice Awards     | Choice TV Villain                                 | Josh Segarra                                               | Indicado  | [ 124 ] |